# Belqis

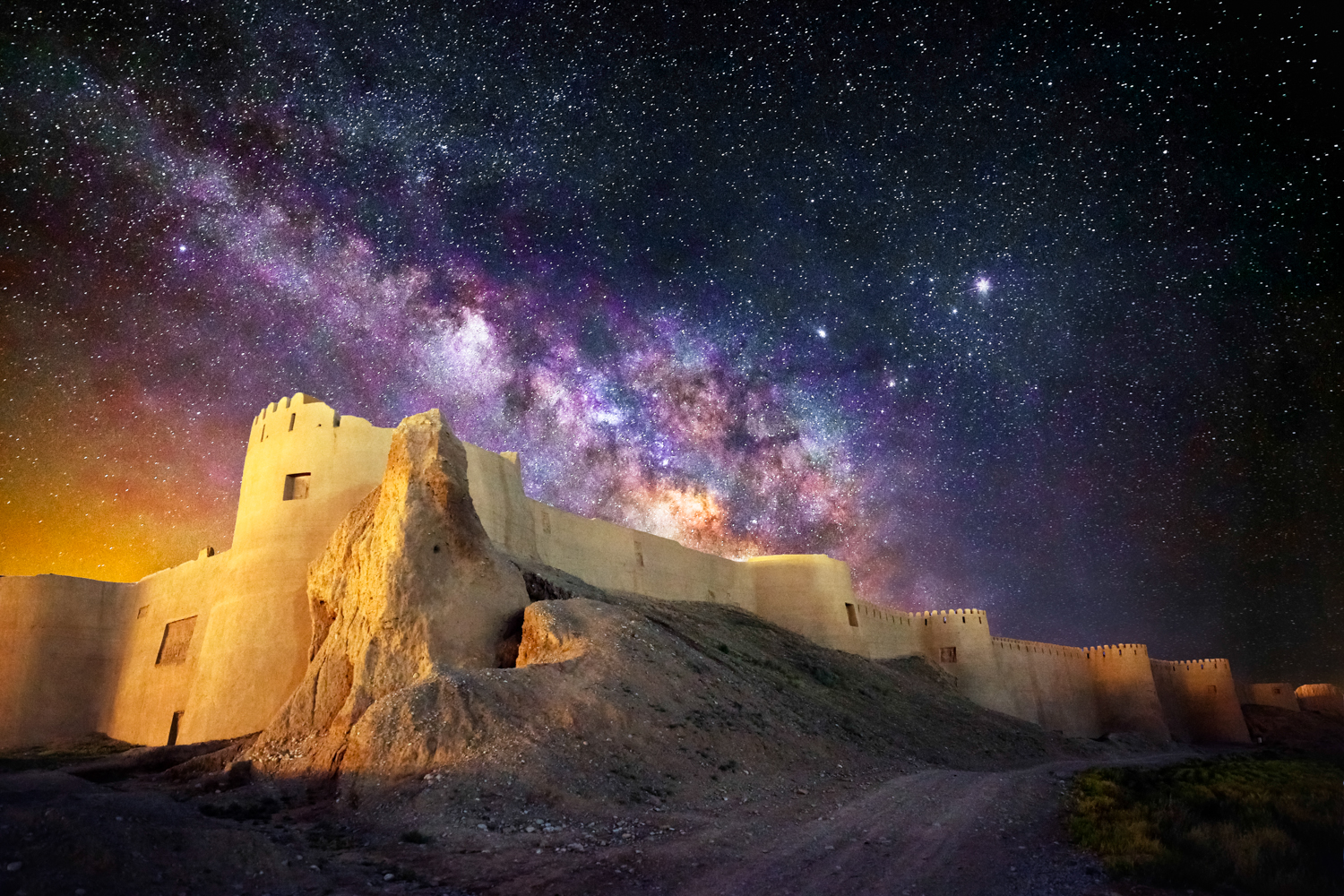
Den historiska staden Belqis.

Belqis (persiska: شهر بلقیس) eller den antika staden Esfarayen ligger nära staden Esfarayen i provinsen Nordkhorasan och dateras till sasanidernas och safavidernas tid. Staden Belqis är, med en area på mer än 180 hektar, ett av Irans största byggnadsverk i adobe och lera.

## Bilder

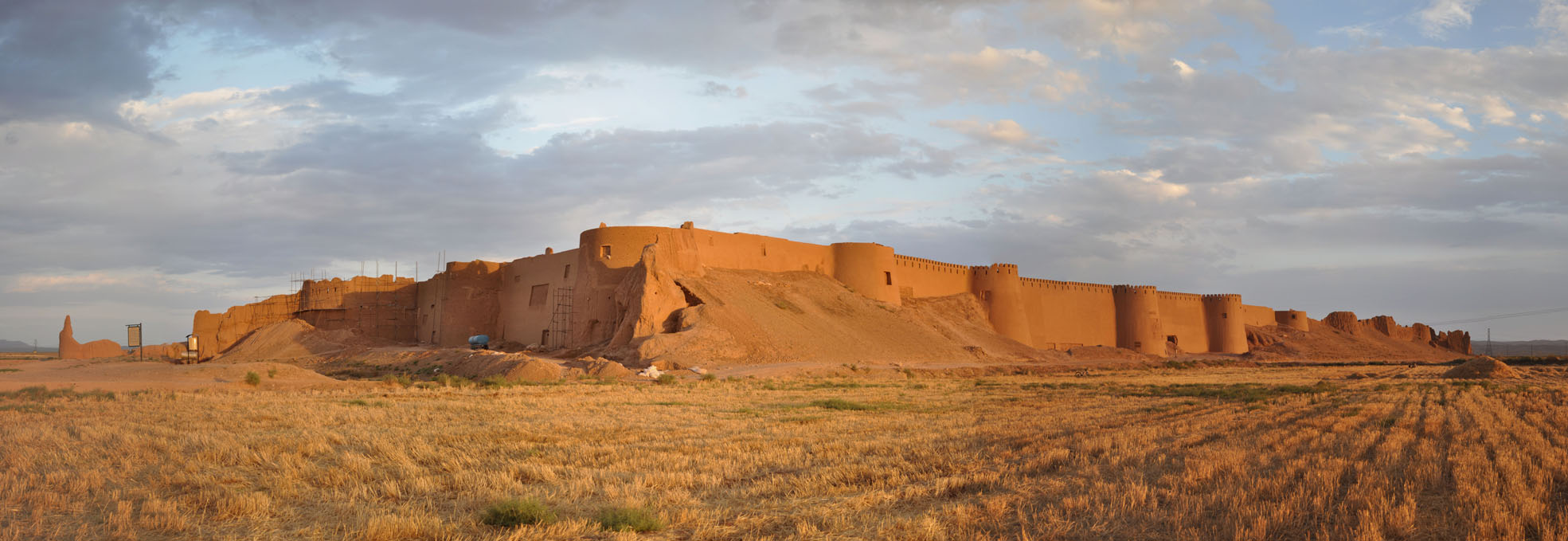
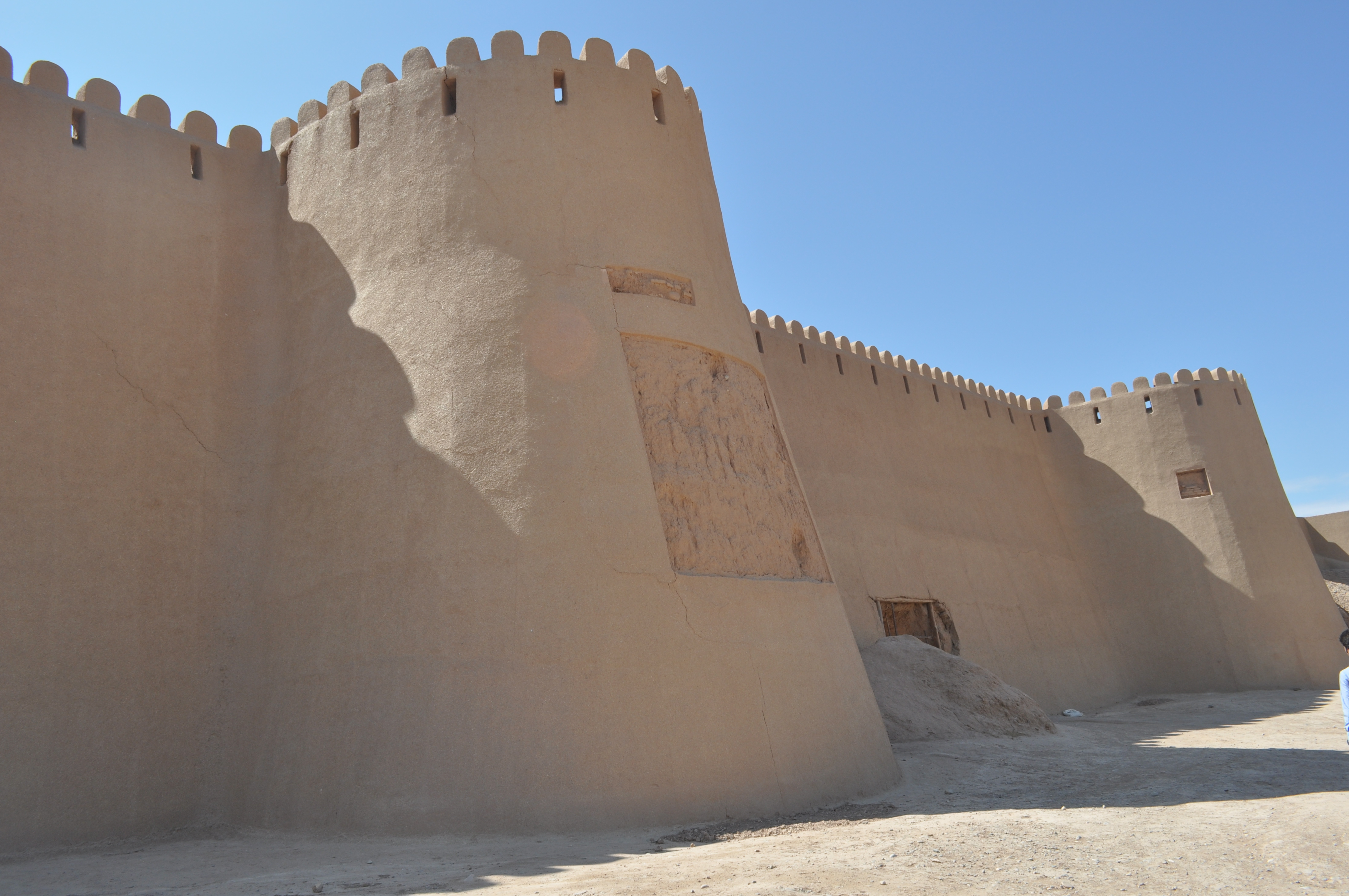
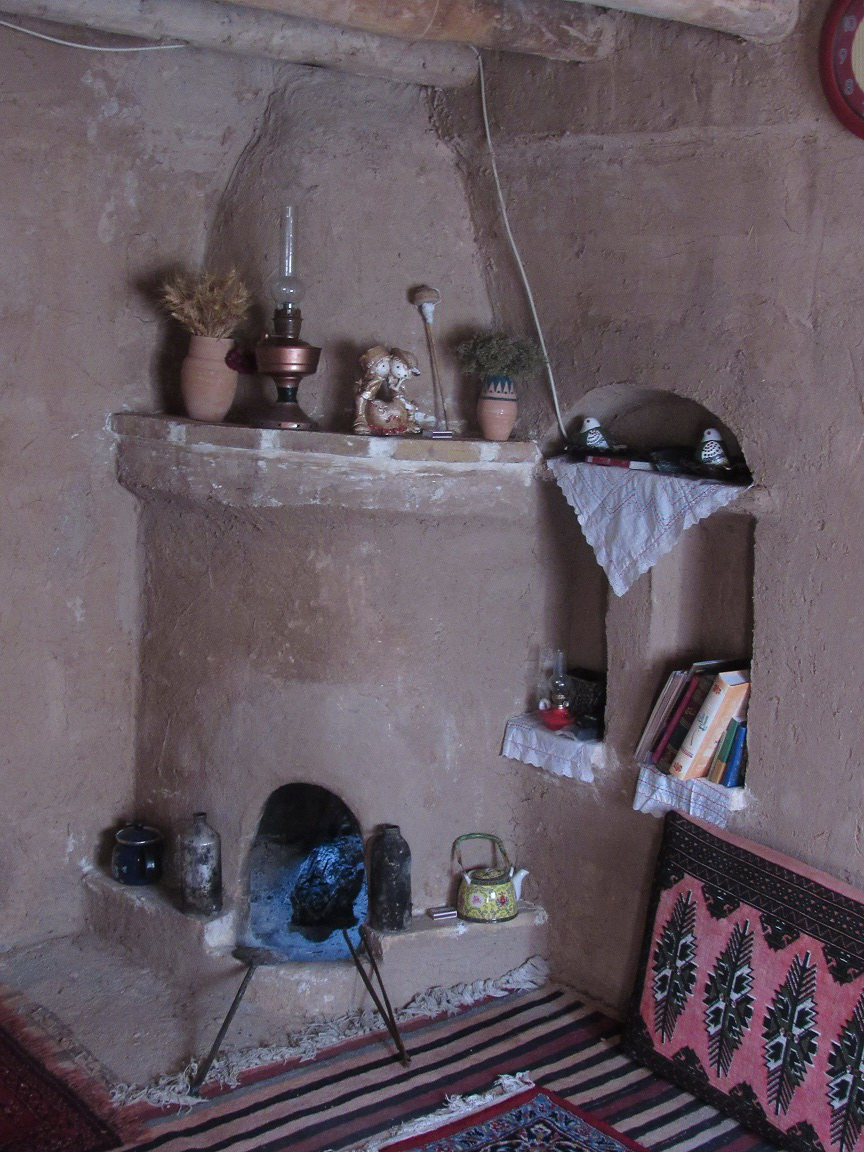
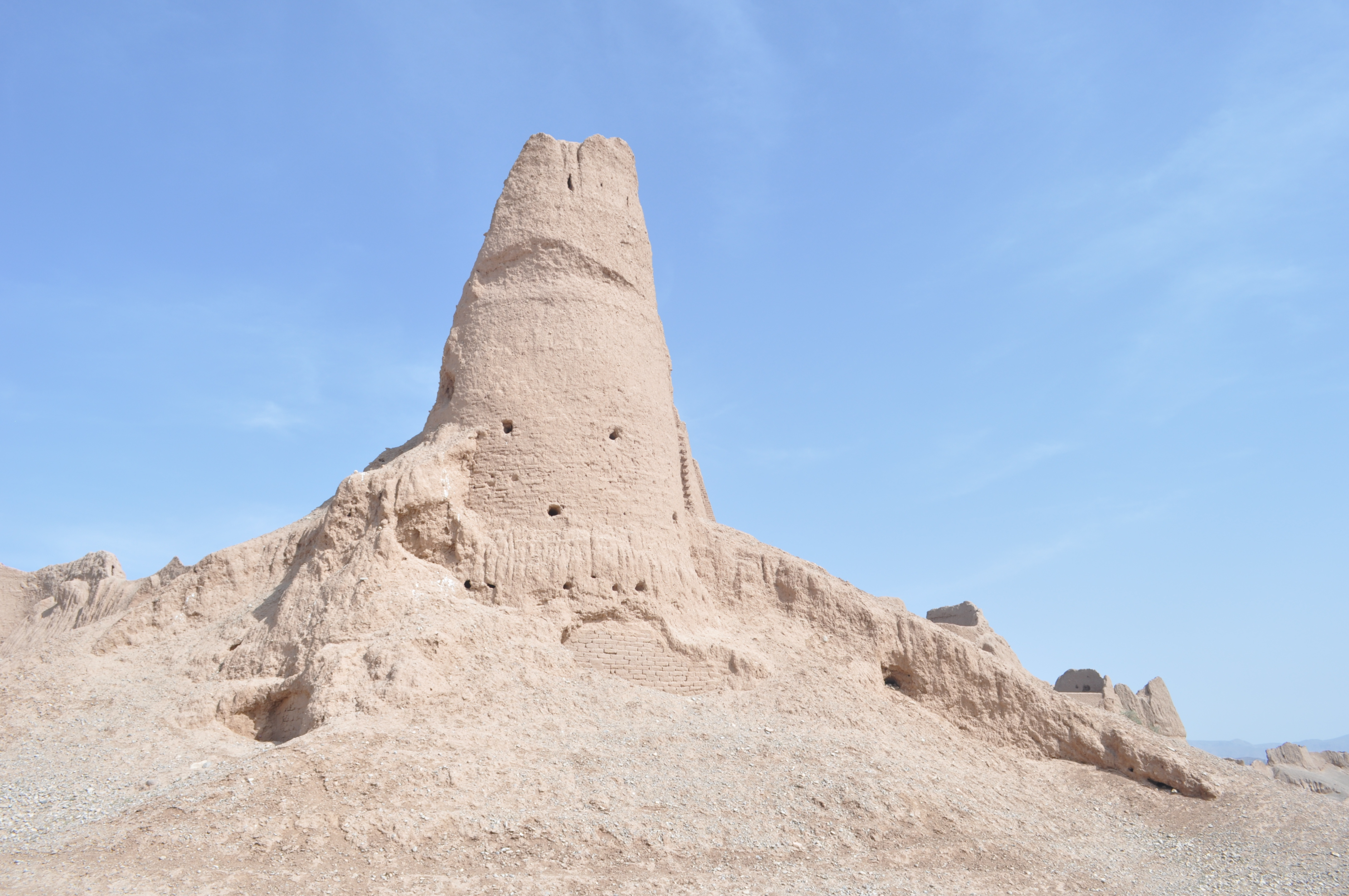